# كتب يعقوب
كتب يعقوب هي رواية تاريخية ملحمية بقلم أولغا توكارتشوك نشرتها دار النشر الأدبية في أكتوبر 2014. إنها الرواية التاسعة لتوكارتشوك وهي نتاج بحث تاريخي مكثف استغرق كتابته سبع سنوات.
"كتب يعقوب" هي رواية مكونة من 912 صفحة مقسمة إلى سبعة كتب. يبدأ في عام 1752 في روهاتين وينتهي في كورولوفكا في عصر الهولوكوست. موضوع عنوان الكتاب هو يعقوب فرانك وهو يهودي بولندي ادعى أنه المسيح. تجمع الرواية العشرات من وجهات النظر من منظور الشخص الثالث لأولئك المرتبطين بجاكوب فرانك.
عند نشره أصبح الكتاب من أكثر الكتب مبيعًا على الفور وفاز بأعرق جائزة أدبية في بولندا جائزة نايكي. بحلول أكتوبر 2015 وصلت مبيعات الرواية إلى 100 ألف نسخة. عندما مُنحت توكارتشوك جائزة نوبل في الأدب لعام 2018 قالت لجنة نوبل إنها "أعجبت كثيرًا" بكتب يعقوب. نشرت الترجمة الإنجليزية بقلم جينيفر كروفت بواسطة إصدارات فيتزكارالدو في 15 نوفمبر 2021. فاز كروفت بمنحة صندوق بن/هيم للترجمة لعام 2015 عن كتاب كتب يعقوب. أصدر منشور أمريكي بواسطة كتب ريفرهيد في 1 فبراير 2022.

## المحتويات
تنقسم الرواية التاريخية الموسعة إلى سبعة كتب تسلط الضوء على حياة جاكوب فرانك وأتباعه من وجهات نظر مختلفة. تدور أحداث القصة بشكل رئيسي في بودوليا على الحدود بين بولندا وأوكرانيا في الوقت الحاضر خلال فترة الجمهورية البولندية الأولى (1569-1795) ومملكة غاليسيا ولودوميريا (1772-1918) وإمارة مولدوفا (1359-1859).
الكتاب الأول: كتاب الضباب
تبدأ القصة في روهاتين حيث يلتقي الكاهن الكاثوليكي والموسوعي بينيديكت تشميلوفسكي بالباحث اليهودي إليشا شور ويبدأ تبادلاً حول الكتابات الدينية. أعطى شميلوفسكي لشور نسخة من موسوعته "أثينا الجديدة" فقدّم له شميلوفسكي "دينوداتا القبالة". خلال رحلته إلى روهاتين التقى شميلوفسكي بالشاعرة الباروكية إليزبيتا دروزباكا التي كانت على تواصل دائم معها.
العنصر الأساسي في هذا القسم هو قصة جينتا جدة جاكوب فرانك. عندما كانت على وشك الموت في حفل زفاف في منزل إليشا شور وضعت تميمة كابالية في فمها لتأخير وفاتها حتى بعد الزفاف. دون قصد يضع هذا جينتا في حالة بين الحياة والموت تصبح خالدة ويمكنها رؤية كل ما حدث في الماضي وكل ما سيحدث في المستقبل.
الكتاب الثاني: كتاب الرمل
يصف الكتاب الثاني السنوات الأولى من حياة جاكوب فرانك من خلال عيون نحمان صموئيل بن ليفي أحد أتباعه الأوائل. بعد الدراسة في سميرنا اكتسب جاكوب أول تجربة تجارية له في كرايوفا قبل أن يتجه إلى تجارة القوافل ويسافر إلى سالونيك وإزمير. ويتواصل مع الدوائر السبتية ويلتقي بحركات صوفية مختلفة بما في ذلك الصوفية الشيعية البكتاشية والعلويين.
في عام 1752 تزوج جاكوب من حانا البالغة من العمر 14 عامًا ابنة اليهودي المحترم يهودا تور ها ليفي. نتج عن هذا الزواج طفلين : ليبا (إيمانويل لاحقًا) وأواكزا (إيوا أو إويونيا لاحقًا). في تسالونيكي افتتح جاكوب مدرسة (بيت مدراش) في عام 1754 حيث نشر التعاليم الصوفية ومارس رقصة تشبه رقصة السما المولوية. وتظهر العلامات الأولى لطموحاته المسيحانية.
الكتاب الثالث: كتاب الطرق
في الكتاب الثالث جيتلا وهي امرأة شابة تحب الحرية وتقاوم الزواج المدبر تصبح الحارسة الشخصية لجاكوب فرانك. تتناول الرواية رحلات جاكوب وأتباعه عبر روهاتين وبوسك ولانكورون بالإضافة إلى اعتقاله وإطلاق سراحه لاحقًا من خلال التدخل العثماني حيث كان يُعتبر من الرعايا العثمانيين. خلال هذه المرحلة يبدأ جاكوب بالدعوة إلى التحول إلى المسيحية الأمر الذي يجذب اهتمام رجال الدين الكاثوليك. وتكتسب تعاليمه غير التقليدية التي تجمع بين عناصر اليهودية والإسلام والمسيحية عددا متزايدا من الأتباع بين يهود أوروبا الشرقية.
الكتاب الرابع: كتاب المذنب
يؤسس جاكوب فرانك وأتباعه بلدية في قرية إيواني على نهر دنيستر. تمارس "جمهورية المؤمنين الحقيقيين" هذه شكلاً من أشكال العيش الجماعي وتقاسم السلع والوجبات والعمل وحتى الجنس. تساهم قدرات يعقوب المزعومة في الشفاء من خلال وضع اليدين في شهرته المتنامية.
يتبنى الفرانكيون أسماء مسيحية ويدعمهم شخصيات مؤثرة مثل أنطوني موليويدا كوساكوفسكي وكاتارزينا كوساكوفسكا. تقام مراسم تعميد جماعية للفرانكيين في كاتدرائية لفيف. وبالتوازي مع ذلك يكتب الحاخام لفيف حاييم كوهين رابابورت رسائل ضد "الزنادقة" و"المنشقين".
ومن بين المشاهد الرئيسية مناظرة كامينييتس التي تلتها مناظرة ثانية في كاتدرائية لفيف في سبتمبر/أيلول 1759. يغذي الفرانكيون أسطورة القتل الطقسي من خلال اتهام اليهود باستخدام الدم المسيحي في عيد الفصح. وهذا يؤدي إلى اضطهاد ومقاطعة التجار اليهود.
بدأ التحول إلى الكاثوليكية في عام 1759 عندما قاموا بتعميد جاكوب باسم جوزيف فرانك وكان الملك أغسطس الثالث ملك بولندا عرابًا له. يرتفع عدد المتحولين بسرعة من 500 في عام 1759 إلى 1000 في عام 1760 ليصل إلى حوالي 24000 في جميع أنحاء بولندا بحلول عام 1790.
عندما يتبين أن تحول جاكوب قد لا يكون صادقًا يقبض عليه ويسجن من قبل عائلة برناردين. يخون نحمان يعقوب عندما يكشف عن نواياه الحقيقية معتقدًا أن يعقوب يفقد رؤية الهدف الحقيقي بسبب إغراءات النجاح وأن الاستشهاد قد يقوده إلى الطريق الصحيح للوفاء بدوره كمخلص.
الكتاب الخامس: كتاب المعدن والكبريت
اتُهم جاكوب فرانك بالتحول الكاذب ونشر البدعة وسُجن في دير قلعة تشيستوشوا. أثناء فترة سجنه جاء أتباعه إلى تشيستوخوفا لدعمه. تصالح نحمان ويعقوب.
يصبح السجن في تشيستوخوفا مركزًا صوفيًا : يرتبط الكهف الموجود أسفل القلعة بكهف المكفيلة (قبر الآباء) والمركز الروحي للعالم. قاموا بدفن الموتى هنا بما في ذلك تشانا زوجة جاكوب التي ماتت في تشيستوخوفا. لم يطلق سراح جاكوب إلا عندما احتلت القوات الروسية المنطقة.
الكتاب السادس: كتاب الأرض البعيدة
بعد إطلاق سراحه استقر جاكوب مع ابنته البالغة من العمر 18 عامًا إيوا في برنو بالقرب من عائلة دوبروزكا/جوتنفيلد من بروسنيتز. هنا تتطور "الأخوة" أو "هافورا" ويؤسس جاكوب "خدمة السيدات" حيث يتوقع من الفتيات من بين أمور أخرى تدفئة فراشه.
بين عامي 1776 و1785 انضم جاكوب إلى الماسونيين بناء على توصية من الأصدقاء. يستقبل جاكوب وإيوا الإمبراطور جوزيف الثاني وماريا تيريزا من النمسا اللذين يؤيدان تعزيز اليهود في إمبراطورية هابسبورغ.
في عام 1786 انتقل المجتمع من برنو إلى أوفنباخ أم ماين حيث اتخذوا من قلعة إيسنبورغ مقرًا لهم. يعيش أتباع الجماعة الذين يصل عددهم إلى حوالي 400 شخص على الأموال التي يرسلها أعضاء الجماعة من بولندا ومورافيا.
يموت جاكوب في عام 1791 في نفس اليوم الذي توفيت فيه جيتلا. ومع أن الديون الضخمة لا يزال المجتمع مستمراً تحت قيادة ابنة جاكوب إيوا. إنها تحت الإقامة الجبرية فعليًا لكنها تتلقى زيارة من الإمبراطور الروسي ألكسندر.
الكتاب السابع: كتاب الأسماء
ويتناول الجزء الأخير من الرواية إرث الفرانكيين ومصير أحفادهم. تحمي إيوا فرانك مدينة أوفنباخ من النهب النابليوني ويُقترح ما يحدث لمكتبة خميلوفسكي.
القفزة الزمنية تؤدي إلى عام 1942 عندما رفضت خمس عائلات (38 شخصًا) التسجيل كيهود لدى السلطات الألمانية. يفرون إلى الكهف حيث وجدت جينتا مكان راحتها الأخير ويبقون على قيد الحياة هناك حتى أبريل 1944 عندما يقوموا بإخطارهم بالانسحاب الألماني.

## الشخصيات
تتضمن الرواية العديد من الشخصيات التاريخية:
جاكوب فرانك : ولد باسم جاكوب لييبوويتز في بودوليا وهو يرى نفسه كمسيح في تقاليد الكاباليين والسبتيين. يهرب من البلدة ويذهب إلى الإمبراطورية العثمانية ويطلق على نفسه اسم جاكوب فرانك. يوحد الآلاف من يهود أوروبا الشرقية في حركته الفرانكية ويحثهم على التحول إلى الكاثوليكية. بعد اعتقاله وسجنه في تشيستوخوفا حصل على اللجوء في أوفنباخ حيث توفي في عام 1791.
إليشع شور : حاخام روهاتين (أوكرانيا) رئيس مدرسة بيت ميسراحي وأتباع يعقوب الأوائل. وهو يتقاسم مع تشميلوفسكي شغفه بالكتب.
نحمان صموئيل بن ليفي : حاخام بوسك ومعجب ببعل شيم طوف. يكتب سيرة حياة سبتاي تسفي ويصبح فيما بعد مؤرخًا لجاكوب. في النهاية خان جاكوب وتصالح معه واتخذ اسم بيوتر جاكوبوفسكي.
بينيديكت شميلوفسكي : كاهن فيرليج وعميد روهاتين أول موسوعي بولندي ومؤلف كتاب "أثينا الجديدة" (1745-1746). يهتم بالكتب اليهودية ويحافظ على المراسلات مع الشاعرة إليزبيتا دروزباتشا.
كاتارزينا كوساكوفسكا : القلعة المؤثرة وعشيقة إليزابيث دروزباكا التي تدعم الفرانكيين وتستضيفهم في ممتلكاتها وتستقبل زوجة جاكوب فرانك وابنته مؤقتًا.
إليزبيتا دروزباتشا : شاعرة باروكية تراسل تشميلوفسكي وتنصحه بكتابة أعماله باللغة البولندية في المستقبل لتسهيل الوصول إليها.
الأسقف سولتيك : أسقف مدمن على القمار يروج للتحيزات المعادية للسامية وبعد خسائره في القمار يحرض على مذبحة ضد المجتمع اليهودي.
يكتمل هذا الفريق بالعديد من الشخصيات الخيالية التي تساهم بوجهات نظر غالبًا ما تكون غير ممثلة في التأريخ الرسمي.
جينتا : جدة جاكوب من كورولوفكا التي وضعت في حالة بين الحياة والموت من خلال طقوس الكابالا. أصبحت موضع تبجيل شعبي مستمر.
جيتلا : ابنة سكرتير حاخام لفيف التي تقاوم زواجها المدبر وتصبح الحارس الشخصي لجاكوب وحبيبته. وفي وقت لاحق تعيش مع الطبيب آشر روبين وتموت في نفس اليوم الذي توفي فيه جاكوب.
جان: عبد هارب مرارا وتكرارا عثر عليه نصف ميت في الثلج. يقوم المجتمع اليهودي بإنقاذه ورعايته مع أن تشويه ملامح وجهه بسبب قضمة الصقيع. وفي وقت لاحق يقوم إليشا شور وأقاربه بتسليمه مع كتب قيمة إلى تشميلوفسكي الذي من المفترض أن يعتني به بينما يفر الفرانكيون من الاضطهاد الذي يتعرضون له على يد التلموديين.

## المواضيع
تتناول رواية "كتب يعقوب" العديد من المواضيع الاجتماعية والسياسية والتاريخية والفلسفية التي تتعلق بالعصر المصور والخطاب المعاصر :

### التعددية الثقافية والتنوع الديني
إن الموضوع الرئيسي هو تصوير بولندا التاريخية ككيان متعدد الثقافات والأعراق والأديان. ترسم توكارتشوك صورة ذات تفاصيل دقيقة للكومنولث البولندي الليتواني حيث كان يتحدث بلغات مختلفة (البولندية واليديشية والألمانية وغيرها) وكانت تتعايش مجتمعات دينية مختلفة. تحظى اليهودية على وجه الخصوص باهتمام واسع النطاق وهو ما يشكل تباينًا واعيًا مع التصوير الحالي لبولندا باعتبارها دولة كاثوليكية متجانسة تحت حكم حزب القانون والعدالة الحاكم.
ومع أن التفتت إلى مجتمعات مختلفة فإن توكارتشوك يصور الترجمة المكثفة وحركة التجارة التي كانت بمثابة البنية الأساسية لنشر التنوير والمعرفة مما يؤكد على أهمية التبادل الثقافي للتقدم الاجتماعي.
وفقا لفلوريان باراني تعمل الرواية كمثال للظروف الاجتماعية اليوم. يعكس المجتمع التعددي ولكن غير المتكافئ في بولندا وليتوانيا التاريخية تحديات حاضرنا حيث يتعايش اللقاء والتبادل والتعصب والأنانية جنبًا إلى جنب. وكما أكدت توكارتشوك في خطابها بمناسبة حصولها على جائزة نوبل فإنها تستخدم الشكل الأدبي للمثل لنقل الحقائق الخالدة.

### عبور الحدود
إن الموضوع الرئيسي في الرواية هو العبور المستمر للحدود في أبعاد مختلفة. يواصل بطل الرواية جاكوب فرانك تجاوز الحدود الجغرافية والدينية والثقافية. إنه ينتهك تقاليد التوراة والتلمود ويخون إخوته اليهود السابقين ويذهب إلى حد تأكيد الكذبة المعادية للسامية حول القتل الطقسي اليهودي.
يصور توكارتشوك الفرانكيين على أنهم "متعصبون في زمن متعصب ذي توجه كارثي". يعيشون في نوع من الجماعة بقواعدهم الخاصة التي تشمل الفجور والتفكير الحر ولكنها تتضمن أيضًا ممارسات إشكالية مثل إساءة معاملة الأطفال. إن الطقوس الجسدية الرجعية لهذا المجتمع الديني تؤدي إلى صراعات اجتماعية.
في تصويرها للمجتمع الفرانكي تكشف توكارتشوك عن مفارقة أساسية في اليوتوبيا الاجتماعية : إن محاولة اختراق الأعراف الاجتماعية وتمكين الحريات الجديدة غالباً ما تؤدي إلى ظهور قيود جديدة غير متوقعة. إن تغلب الفرانكيين على الحدود الدينية والاجتماعية القائمة لا يؤدي إلى التحرر الخالص بل يخلق بنية معقدة من التسلسلات الهرمية الجديدة وهياكل السلطة. ويصبح هذا التوتر واضحا بطريقة خاصة في وضع المرأة داخل المجتمع. تتحدث النساء في مجتمع فرانكيست "وتحسب وتتجادل" وتقاتل من أجل "الحق في قول لا" بينما يحرم بشكل متناقض من هذا الحق بالضبط فيما يتعلق بجاكوب فرانك.
يعكس هذا الدافع المتمثل في عبور الحدود على الأقل في إمكاناته التحررية موقف توكارتشوك نفسه : ففي معرض فرانكفورت للكتاب أعربت عن اعتقادها بأن الحدود بين البلدان والثقافات غير منطقية وعبثية.

### التوتر بين التصوف والتنوير
في كتاب "كتب يعقوب" تكشف توكارتشوك عن بانوراما متعددة الطبقات للقرن الثامن عشر حيث تتصادم التقاليد الصوفية ودوافع التنوير وتتأثر بشكل متناقض ببعضها البعض.
يستند المؤلف إلى الدراسة الرائدة التي أجراها جيرشوم شوليم بعنوان "الاتجاهات الرئيسية في التصوف اليهودي" والتي تنسب إلى العدمية الصوفية والفوضوية الدينية لجاكوب فرانك دورًا مهمًا في الإعداد الداخلي للتنوير والإصلاح اللاحق في اليهودية في القرن التاسع عشر. لقد قلل من أهمية هذه الأهمية التاريخية لفترة طويلة سواء بسبب مقاومة الأرثوذكسية اليهودية أو بسبب إحجام مفكري عصر التنوير عن الارتباط بطائفة يهودية تعتبر غير عقلانية.
تشرح الرواية كيف أن الانفصال الجذري للفرانكيين عن التقاليد اليهودية قد مهد الطريق جدليًا لأشكال أكثر حداثة من اليهودية. يُظهِر توكارتشوك كيف أن التطرف الصوفي وعقل التنوير لم يكونا موجودين كمتضادين فحسب بل كانا يقودان التغيير الاجتماعي كقوى مترابطة جدليًا.

### الكتابة والتحدث كضرورة وجودية
في المشهد الافتتاحي يزور بينيديكت تشميلوفسكي الحاخام إليشا شور على أمل تبادل الكتب معه. ومع أن الحواجز اللغوية الكبيرة خميلوفسكي مع اللاتينية والبولندية والحاخام مع العبرية واليديشية فإن اتصالاً يتشكل من خلال "توريس بابل" لأثناسيوس كيرشر والذي جلبه خميلوفسكي باعتباره "إغراءً".
وبالتوازي مع ذلك يعرض توكارتشوك شخصيات مختلفة تكتب أو تتحدث "بشكل مهووس" للعثور على التوجيه في عالم متزايد التعقيد. يصور التسجيل المهووس للأفكار والتجارب والرؤى على أنه استراتيجية وجودية يحاول من خلالها الشخصيات تنظيم الفوضى المحيطة بهم وإعطائها معنى.

## استمارة

### البنية والعرض المرئي
قام بترقيم صفحات الرواية بشكل تنازلي وليس تصاعدي. وتشرح توكارتشوك هذا القرار في كلمتها الختامية باعتباره "انحناءة أمام الكتب العبرية" التي تقرأ تقليديا من اليمين إلى اليسار. في الوقت نفسه ينقل هذا الانحراف المتعمد عن التقاليد الغربية رسالة فلسفية أعمق إذ يريد توكارتشوك تذكيرنا بأن "أي ترتيب هو مسألة عادة". كما يُحدث الترقيم التنازلي تأثيرًا سرديًا مميزًا فهو يُولّد "جاذبية عد تنازلي هائل يمتد بين عام ١٧٥٢ والحرب العالمية الثانية".
ومن الجدير بالملاحظة أيضًا استخدام العناصر البصرية : النص "مُصوَّر بشكل غني" ويذكرنا بتقليد المخطوطات المزخرفة والأعمال الدينية.

### تقنية السرد
تتميز رواية توكارتشوك ببنية سردية معقدة تتشابك فيها تقنيات السرد المختلفة ووجهات النظر حيث يسرد الأحداث من وجهات نظر داخلية لشخصيات مختلفة من دائرة جاكوب فرانك بالإضافة إلى رسائل وتقارير صحفية ومقتطفات من مصادر مختلفة وخرائط ونقوش عديدة. يتيح هذا النهج السردي المتعدد الألوان للمؤلف رسم صورة متعددة الطبقات للعصر التاريخي تشمل أصواتًا مختلفة ووجهات نظر عالمية ومواقف اجتماعية.
الشخصية الرئيسية جاكوب فرانك تعمل بمثابة "مركز الجاذبية للرواية" ولكن "هو الشخصية الوحيدة التي وصفت حصريًا من منظور محيطها." ومن خلال هذه التقنية السردية يظل فرانك "غريبًا" باستمرار ويتجنب التقييم النهائي. "ومن خلال هذا التصوير على وجه التحديد يستطيع توكارتشوك أن ينقل افتتان فرانك الذي يُنظر إليه أحيانًا كمصلح أو زعيم طائفة دون الحاجة إلى اتخاذ موقف."
يعمل الصوت السردي بمنظور زمني مزدوج متحدثًا "بمنطق العصر أواخر القرن الثامن عشر ولكن مع لمسة من السخرية اللاذعة من راوي اليوم". يخلق هذا الأسلوب توترًا مثمرًا بين التعاطف التاريخي والمسافة النقدية كما يتضح في التعليقات الساخرة على سبيل المثال بشأن جيتلا إحدى أتباع جاكوب فرانك : "كان والدها مهملًا بما يكفي لتعليمها وهذه هي العواقب. المرأة المتعلمة مصدر قلق لا يُحصى."
تتضمن الرواية عناصر خارقة للطبيعة تذكرنا بالواقعية السحرية. يستخدم المؤلف "الفراغات البينية" "للخروج من مستوى الواقعية والارتقاء إلى مجالات شبحية." يتجلى هذا الجانب بأسلوب أساسي في شخصية جينتا جدة جاكوب فرانك التي "ليست ميتة وليست حية ترى كل شيء من الأعلى."
تتولى جينتا وظيفة سردية مركزية باعتبارها "الصوت السردي الرابط للرواية" الذي "يهلوس بين الحياة والموت وبين الأوقات والأماكن في عذابها". هذا البناء السردي الشامل يضفي على الرواية بُعدًا متساميًا : "جميع الأصوات والشخصيات التي يواجهها القارئ على مدار ما يقرب من 1200 صفحة هي على الأرجح نتاج ذكرى هذه المرأة العجوز المحتضرة التي تتحرك روحها عبر الزمان والمكان".
في خطابها الذي ألقته بمناسبة حصولها على جائزة نوبل تناولت توكارتشوك بشكل نقدي أنماط السرد السائدة ودعت إلى منظور سردي "حساس". أشارت إلى أن الأدب المعاصر يزخر بسرديات ضمير المتكلم التي "تؤكد استقلالية الفرد لكنها في الوقت نفسه تُرسخ "تعارضًا بين الذات والعالم" وبالتالي "تفشل بشكل متزايد في إظهار ما يربطنا". من خلال شخصية جينتا "التي ترى كل شيء وتنظر إليه بنظرة واضحة ولكن كريمة" تُدرك توكارتشوك مطلبها الشعري الخاص بـ"راوي حساس" كـ"نموذج سردي رابط".

## مكان في التاريخ الأدبي
يسعى كتاب "كتب يعقوب" عمدًا إلى وضع نفسه كسرد مضاد للتأريخ البولندي التقليدي والروايات التاريخية التي شكلت صورة الكومنولث البولندي الليتواني على مر الأجيال. في حين كانت التصويرات الأدبية السابقة تميل غالبًا إلى إضفاء الطابع المثالي على الكومنولث البولندي الريتشيزبوسبوليتا فإن توكارتشوك تقوم بمراجعة نقدية لهذه الصورة التاريخية.
يصبح هذا الموقف التعديلي واضحًا بطريقة خاصة على النقيض من هنريك سينكيفيتش الذي ساهمت رواياته التاريخية بشكل كبير في تشكيل الوعي الوطني البولندي. على عكس سينكيفيتش "لا يقدم توكارتشوك صورة رومانسية حنينية لدولة متعددة الثقافات". "بينما ركز سينكيفيتش عمدًا على القرن السابع عشر عندما شنت الجمهورية النبيلة ثلاث حملات ناجحة ضد القوزاق الأوكرانيين والسويديين والأتراك والتي كانت كافية لأجيال من القراء لتمجيد ذلك الوقت" اختار توكارتشوك عمدًا عصر الانحدار.
لا يمكن أن يكون التناقض بين التصويرين الأدبيين أكثر وضوحًا : يُظهر توكارتشوك الجمهورية النبيلة كدولة إقطاعية ضعيفة سياسياً تتميز بإساءة استخدام السلطة من قبل النبلاء ورجال الدين وقمع الأقليات العرقية والمذابح اليهودية واستغلال الأقنان مثل العبودية.

## سفر التكوين
في تأملها حول نشأة روايتها تصف توكارتشوك كيف أصبحت على دراية بالفراغ التاريخي الذي خلفته الحرب العالمية الثانية وخاصة تدمير الثقافة اليهودية في بولندا.
وهي تقارن هذا الاعتراف بوجود فجوة أساسية في النسيج الثقافي البولندي بصورة السجادة المذهلة : "اكتشاف الأساس اليهودي في حياة المرء وطي ظهر زاوية السجادة فقط لرؤية أنه على الجانب السفلي هناك أشكال توأم من أنماط النسيج مختلفة قليلاً ومعدلة قليلاً وأحيانًا غير قابلة للفك وأحيانًا تعمل في اتجاهين متعاكسين مما يجعل النمط على السطح يبرز بشكل أكثر حدة بالنسبة لي تجربة تكوينية أصبحت بصيرة".
في الوقت نفسه تتأمل توكارتشوك في أصلها الإقليمي كعامل محدد لمنظورها المحدد : "ربما كان ذلك له علاقة بسيرتي الذاتية وحقيقة أنني ولدت في سيليزيا السفلى ومثل العديد من سكان سيليزيا السفلى كنت أرى التاريخ بشكل مختلف حيث لم ينقل إلي في "بولندا البولندية"." بصفتها أحد سكان منطقة أصبحت جزءًا من بولندا فقط بعد الحرب العالمية الثانية وكان لها في السابق تاريخ معقد بين ألمانيا وبولندي وتشيكي فإن توكارتشوك تجلب منظورًا حساسًا بطبيعته للتداخلات الثقافية والانقطاعات التاريخية.

## استقبال
الكتابة لـجازيتا فيبورتشا كتب أن الرواية "أحدثت ثورة في صورة الحياة الدينية في القرن الثامن عشر ولكنها غيرت أيضًا تصور الكومنولث البولندي الليتواني ."
الكتابة لـ بوليتيكا كتب أن "توكارتشوك أثبت أنه من الممكن كتابة رواية تزيد عن 900 صفحة مليئة بالأوصاف التصويرية والنزاعات الدينية والرسائل والتي تبقيك في حالة من التشويق" ووصفها بأنها "بانوراما مثيرة للاهتمام للغاية لبولندا في القرن الثامن عشر".
وفيما يتعلق بالانقسامات التاريخية والأيديولوجية في الأدب البولندي فقد وصفت الرواية بأنها معادية لسينكيفيتش. وقد لاقى الكتاب استحسان النقاد والقراء على حد سواء ولكن استقباله كان عدائيًا في بعض الدوائر القومية البولندية وأصبحت أولجا توكارتشوك هدفًا لحملة كراهية ومضايقة على الإنترنت.
أثار نشر كتاب "كتب يعقوب" جدلاً مثيراً للجدل وذا طابع سياسي في بولندا. من خلال العنوان الفرعي "للتأمل من جانب مواطنيها" تعمدت توكارتشوك إثارة الوعي التاريخي التأملي بين مواطنيها البولنديين. تعتبر الرواية بمثابة سرد مضاد مباشر للاستغلال السياسي الحالي للتاريخ في بولندا حيث تدعو القراء إلى الوعي بالماضي غير المتجانس للبلاد ومعارضة وجهة نظر أحادية البعد ذات شكل قومي للتاريخ.
في حين حصلت توكارتشوك على جائزة نايكي وهي أهم جائزة أدبية في بولندا عن روايتها "كتب يعقوب" في خريف عام 2015 كان هناك اضطراب سياسي يحدث في نفس الوقت : فقد شكل التغيير في الحكومة بداية عصر حزب القانون والعدالة المحافظ الوطني والذي نشر منذ البداية تفسيراً تاريخياً يهدف إلى تمجيد الذات وتعزيز الوطنية. في هذا المناخ السياسي كان يُنظر إلى توكارتشوك بشكل متزايد باعتباره عدوًا للدولة.
في معرض فرانكفورت للكتاب أكدت الكاتبة : "بولندا نشأت من تداخل ثقافات متنوعة". وتغطي في نصوصها نطاقًا واسعًا من الاختلافات العرقية والدينية والثقافية وتنتقد بشدة إنكارها أو تهميشها. وبعد وقت قصير من نشر "كتب يعقوب" قالت إن الرواية تتساءل عن الأساطير البولندية حول التسامح التاريخي والعالمية : "يجب على المرء أن يواجه تاريخه الخاص ويحاول إعادة كتابته قليلاً دون إخفاء كل الأشياء الرهيبة التي فعلناها كمستعمرين كأغلبية وطنية اضطهدت أقلية كأصحاب عبيد أو قتلة لليهود".
وقد أثار هذا التصريح غضبا واسع النطاق. واتهمتها وسائل الإعلام اليمينية بـ"مهاجمة التاريخ البولندي" مطالبة بمحاكمتها. وزعم أيضًا أنها كانت تريد فقط كسب المال من خلال مثل هذه الاستفزازات. وقد ارتفعت موجات القومية في أقسام التعليقات على الإنترنت : وكانت هناك مطالبات بمغادرتها بولندا أو ترحيلها أو "إرسال اللاجئين العرب إليها".

### الترجمة الانجليزية
عند نشره في المملكة المتحدة نال الكتاب إشادة النقاد. في صحيفة الغارديان كتب مارسيل ثيروكس أن " رواية كتب يعقوب غنية وجذابة وغريبة وهي تختلف في نطاقها عن أي من رواياتها السابقة المترجمة إلى الإنجليزية". إنها روايةٌ رؤيويةٌ تتوافق مع مفهومٍ خاصٍّ للتحفة الفنية طويلةٌ وغامضةٌ وقاسيةٌ أحيانًا. يتناول توكارتشوك أهمّ المواضيع الفلسفية." ويقارنها برواية "الفردوس المفقود" لجون ميلتون ويخلص إلى أن الرواية "ستكون علامةً فارقةً في حياة أي قارئٍ لديه الرغبة في قراءتها." يكتب أنتوني كومينز من صحيفة "ذا أوبزرفر" أن الكتاب "بانوراما لأوروبا في عصر التنوير المبكر تُعدّ دراسةً منفتحةً لأسرار الكاريزما وربما تكون قبل كل شيء وبحق عملاً إيمانيًا هائلًا روايةً بالكاد تبدأ قراءتها عند طيّ آخر صفحاتها التسعمائة." وصفت كاثرين تايلور الكاتبة في مجلة بروسبكت كتاب "كتب يعقوب " بأنه "رواية غير عادية مكونة من 1000 صفحة" وقارنته برواية الحرب والسلام للكاتب ليو تولستوي وثلاثية توماس كرومويل للكاتبة هيلاري مانتل. عن الترجمة الإنجليزية قالت تايلور : "يُنسب الفضل الكبير لكروفت فترجمتها الرائعة والحيوية تُعدّ أيضًا عملاً أكاديميًا خالصًا : فالأصوات والأساليب والمناظر الطبيعية والجرد المتعددة التي نقلتها إلى الإنجليزية تُحيي هذا العالم المفقود بوضوح". واختتمت حديثها بتسليط الضوء على موضوع الحياة اليهودية في بولندا في زمن فرانك باعتباره جوهر الرواية : "لم يكن تصميم توكارتشوك في هذا العمل الرائع على إعادة صياغة ثقافتها اليهودية المنقرضة واستعادة ماضي بولندا أكثر ضرورةً من أي وقت مضى". ووصفت أنطونيا سينيور في صحيفة التايمز الكتاب بأنه "عمل عبقري".

## الجوائز
حصلت كتب يعقوب على جائزة لجنة التحكيم لجائزة نايكي لعام 2015 وهي الجائزة الأدبية الأكثر شهرة في بولندا. كما حصلت أيضًا على جائزة نايكي للجمهور لعام 2015.
رشحت الرواية لجائزة أنجيلوس لعام 2015.
الترجمة السويدية بقلم جان هنريك سوان حصل في عام 2016 على أول جائزة دولية تمنحها مؤسسة مسرح مدينة البيت الثقافي في ستوكهولم.
حصلت الترجمة الفرنسية لماريلا لوران على جائزة جان ميشالسكي للأدب لعام 2018 وجائزة نقل الدم لعام 2018 لـ الكتاب الصغير للرومان الأوروبيين وجائزة جائزة لور باتيلون لعام 2019. كما كانت أيضًا من بين المتأهلين للنهائيات في الاختيار الثاني لجائزةجائزة المرأة الغريبة لعام 2018.

## كتاب صوتي
في عام 2020 تم إصدار نسخة مسموعة من كتاب دار النشر الأدبية ((ردمك 978-83-08-06994-3) ). تبلغ مدة تشغيله 40 ساعة و 44 دقيقة. كتب الرواية السبعة يرويها سبعة ممثلين وممثلات بولنديين : دانوتا ستينكا وفيكتور زبوروسكي وجان بيشيك وأجاتا كوليزا وماجا أوستازويسكا وآدم فيرنسي ماريوس بونازيفسكي.